# لينارت أريكسون (مصارع رياضي)
لينارت أريكسون (بالسويدية: Lennart Eriksson)‏ هو مصارع رياضي سويدي، ولد في 4 فبراير 1939 في فيستيروس في السويد، وتوفي في 1 سبتمبر 2017.

## وصلات خارجية
- لينارت أريكسون على موقع قاعدة بيانات المصارعة الدولية (الإنجليزية)
- لينارت أريكسون على موقع أوليمبيديا (الإنجليزية)
- لينارت أريكسون على موقع اللجنة الأولمبية السويدية (السويدية)